# Jukka Nevalainen
Jukka Antero "Julius" Nevalainen (Kitee, 1978. április 21. –) a finn szimfonikus metal együttes, a Nightwish és a szintén finn progresszív metal zenekar, a Sethian dobosa. Feleségével, Satuval, lányával, Lunával (2003–) és fiával, Nikivel (2005 decembere –) jelenleg a finnországi Joensuuban él.

## Életrajz
Gyermekéveit Kitee városában töltötte. Doboskarrierje tizenegy éves korában kezdődött, mikor iskolai zenetanára jelezte neki, hogy az újonnan induló zeneoktatási program keretében lehetősége nyílik arra, hogy dobosként bizonyítson. Mivel azonban az iskolában hiányzott az ehhez szükséges tér, Jukka otthon gyakorolt. Első együttesében, ami a The Highway nevet viselte, 15-16 évesenkezdett játszani. A csapatnak volt próbaterme, de ott csak hetente pár napot tudtak próbálni. Miután kilépett az együttesből, csatlakozott Emppu Vuorinenhez, akivel sikerült állandó próbateremhez jutniuk. 17 éves korában Emppu kapcsolatba lépett a dalszerző és billentyűs Tuomas Holopainennel. Ekkoriban Tuomas egy akusztikus jellegű zenei projekt elindításán fáradozott, amely később a Nightwish nevet kapta, és mivel dobos még nem volt, Emppu Jukkát ajánlotta Tuomasnak. A zenekar korai éveiben Jukka már egy professzionális dobfelszerelésen játszhatott. Ezt a felszerelést használta a Wishmaster albumon is, egészen a Once-lemez világkörüli turnéjának végéig. Jelenleg Tama dobokat, Paiste tányérokat és Pro-Mark márkájú ütőket használ. A Nightwish-rajongók köreiben Jukka a koncerteken és azon kívül is hordott fejkendőjéről ismert. Híres vegetáriánus életmódjáról is.
Jukka játszik egy másik együttesben is, aminek Sethian a neve, de ez a zenekar jelenleg mintegy "téli álmot alszik", hiszen a tagok más együtteseikkel vannak elfoglalva. 2014-ben a zenész bejelentette: alvásproblémái miatt bizonytalan időre felfüggeszti Nightwish-beli tevékenységét, helyét Kai Hahto vette át, akit a Wintersunból ismerhet a metálkedvelő közönség. 2019 júliusában Jukka hivatalosan is elhagyta a csapatot, azonban a zenekar üzleti ügyeit ő kezeli.